# 阿普斯塔河
43°05′17″N 40°41′15″E / 43.08806°N 40.68750°E
阿普斯塔河是格魯吉亞的河流，位於該國西部阿布哈茲，處於古達烏塔區，河道全長35公里，流域面積243平方公里，發源自大高加索山脈，最終注入黑海。